# 864
foi um ano bissexto do século IX, que teve início a um sábado e terminou a um domingo, no Calendário juliano. As suas letras dominicais foram B e A.
| Ano completo                      |
| --------------------------------- |
| Ano bissexto com início ao sábado |